# Isfahan

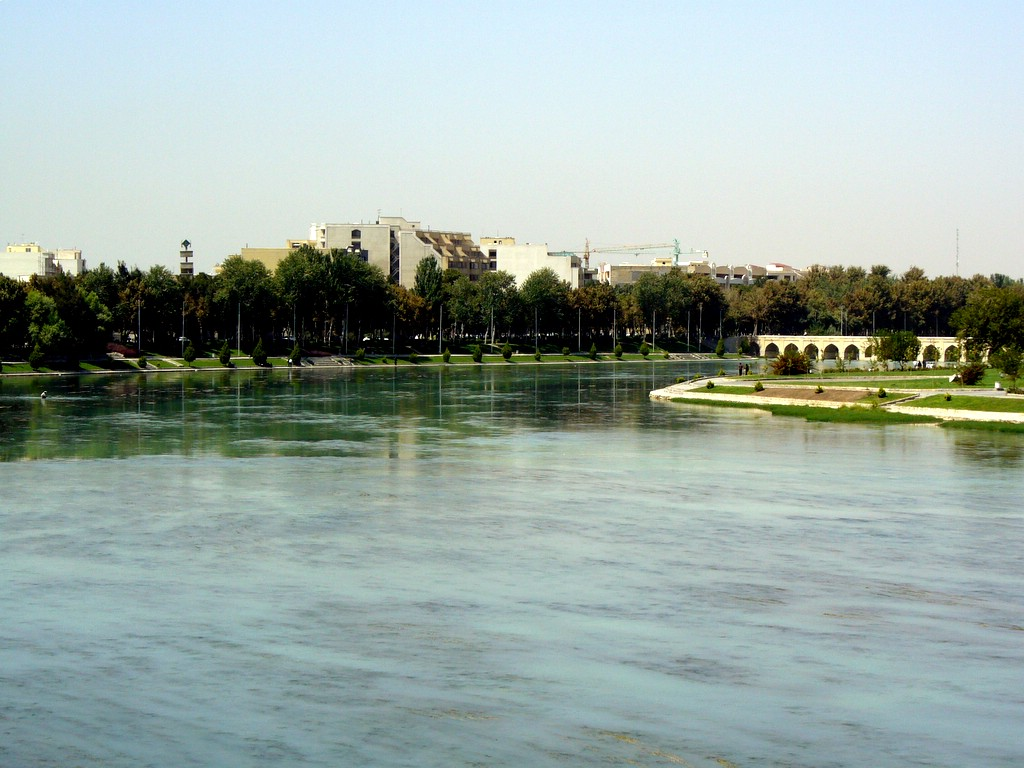
Zayandeh Rud Flussufer

Isfahan bzw. Esfahan (persisch اصفهان, DMG Eṣfahān [esfæˈhɒːn]) ist die Hauptstadt der gleichnamigen Provinz in Iran mit rund 1,9 Millionen Einwohnern (inklusive Umland 2,2 Mio., Stand: 2016).
Seine Glanzzeit erlebte Isfahan unter der Dynastie der Safawiden (1501–1722), die Isfahan 1598 zu ihrer Hauptstadt machten und durch zahlreiche Prachtbauten und Gartenanlagen verschönten. Aus dieser Zeit stammt das persische Wortspiel und Sprichwort „Isfahan [ist] die Hälfte der Welt“ (اصفهان نصف جهان, DMG Eṣfahān neṣf-e ǧahān).

## Geografie

### Geografische Lage
Die Stadt liegt am Rand von Zentral-Iran, rund 400 Kilometer südlich der Hauptstadt Teheran auf einer Seehöhe von 1500 Metern in einer Flussoase im ehemals fruchtbaren Tal des Flusses Zayandeh Rud am nordöstlichen Rand des Zāgros-Gebirges. Seit den 2000er Jahren war der Fluss wegen Übernutzung und Ableitung einen Großteil des Jahres ausgetrocknet, im Juni 2018 war noch an keinem Tag des Jahres Wasser im Flussbett.
Im Süden und Westen der Stadt erheben sich die Bachtiari-Berge, und im Norden und Osten erstreckt sich die iranische Hochebene, die in die großen Wüsten übergeht.

### Klima
|                       | Jan  | Feb  | Mär  | Apr  | Mai  | Jun  | Jul  | Aug  | Sep  | Okt  | Nov  | Dez  |   |       |
| Mittl. Tagesmax. (°C) | 8,8  | 11,9 | 16,8 | 22,0 | 28,0 | 34,1 | 36,4 | 35,1 | 31,2 | 24,4 | 16,9 | 10,8 | ⌀ | 23,1  |
| Mittl. Tagesmin. (°C) | −2,4 | −0,2 | 4,5  | 9,4  | 14,2 | 19,1 | 21,5 | 19,8 | 15,1 | 9,3  | 3,6  | −0,9 | ⌀ | 9,5   |
|                       |      |      |      |      |      |      |      |      |      |      |      |      |   |       |
| Niederschlag (mm)     | 17,1 | 14,1 | 18,2 | 19,2 | 8,8  | 0,6  | 0,7  | 0,2  | 0,0  | 4,1  | 9,9  | 19,6 | Σ | 112,5 |
|                       |      |      |      |      |      |      |      |      |      |      |      |      |   |       |
| Sonnenstunden (h/d)   | 6,6  | 7,6  | 7,8  | 8,2  | 9,7  | 11,5 | 11,2 | 10,7 | 10,4 | 8,9  | 7,5  | 6,7  | ⌀ | 8,9   |
|                       |      |      |      |      |      |      |      |      |      |      |      |      |   |       |
| Regentage (d)         | 4,0  | 2,9  | 3,8  | 3,5  | 2,0  | 0,2  | 0,3  | 0,1  | 0,0  | 0,8  | 2,2  | 3,7  | Σ | 23,5  |
|                       |      |      |      |      |      |      |      |      |      |      |      |      |   |       |
| Luftfeuchtigkeit (%)  | 60   | 51   | 43   | 39   | 33   | 23   | 23   | 24   | 26   | 36   | 48   | 57   | ⌀ | 38,5  |

| −2,4 |

| −0,2 |

| 4,5 |

| 9,4 |

| 14,2 |

| 19,1 |

| 21,5 |

| 19,8 |

| 15,1 |

| 9,3 |

| 3,6 |

| −0,9 |

| −2,4 |

| −0,2 |

| 4,5 |

| 9,4 |

| 14,2 |

| 19,1 |

| 21,5 |

| 19,8 |

| 15,1 |

| 9,3 |

| 3,6 |

| −0,9 |

## Geschichte

### Namensherkunft
Über die Herkunft des Stadtnamens gibt es unterschiedliche Theorien. So besagt eine Hypothese, dass der neupersische Name aus dem mittelpersischen Spahān (Plural von „Heer“) hervorgegangen ist, wobei die Plural-Nachsilbe -ān auch als „Ort einer Ansammlung“ verstanden werden kann. Einer weiteren Theorie zufolge sei der Ortsname Isfahan (französisch auch Ispahan) aufgrund einer Lautentwicklung von Spādān der Sassanidenzeit später zu Spāhān geworden. So entspreche die Endung -ān einem patronymen Namenszusatz, so dass Isfahan demnach vom Namen eines Adligen oder Herrschers abgeleitet sein könnte, dem das Land gehörte und dessen Name mit spāda- („Heer“) begann oder endete.
In der griechischen Antike hieß der Ort Gabai (Γάβαι, lateinisch Gabae) und während der Sassanidenzeit Gai, woraus in islamischer Zeit Ğai (جى) wurde, wie der Prägeort auf den Münzen lautete. Im Mittelalter war die Stadt auch unter dem arabischen Namen al-Yahūdiyya (اليهودية ‚die Judenstadt‘) bekannt, da dort eine bedeutende jüdische Gemeinde existierte.

### Antike
Es gibt Hinweise darauf, dass auf dem Gebiet Isfahans bereits in vorachämenidischer Zeit eine bedeutende, um 1000 v. Chr. gegründete, Stadt existierte. Historisch fassbar wurde Isfahan in der Zeit der Parther unter dem Namen Aspadana (auch: Sepahan) als Hauptstadt der Provinz Oberpersien. Zur Zeit der Sasaniden behielt Isfahan diese Funktion, wurde aber darüber hinaus Münzprägestätte und Garnisonsstadt.

### Mittelalter

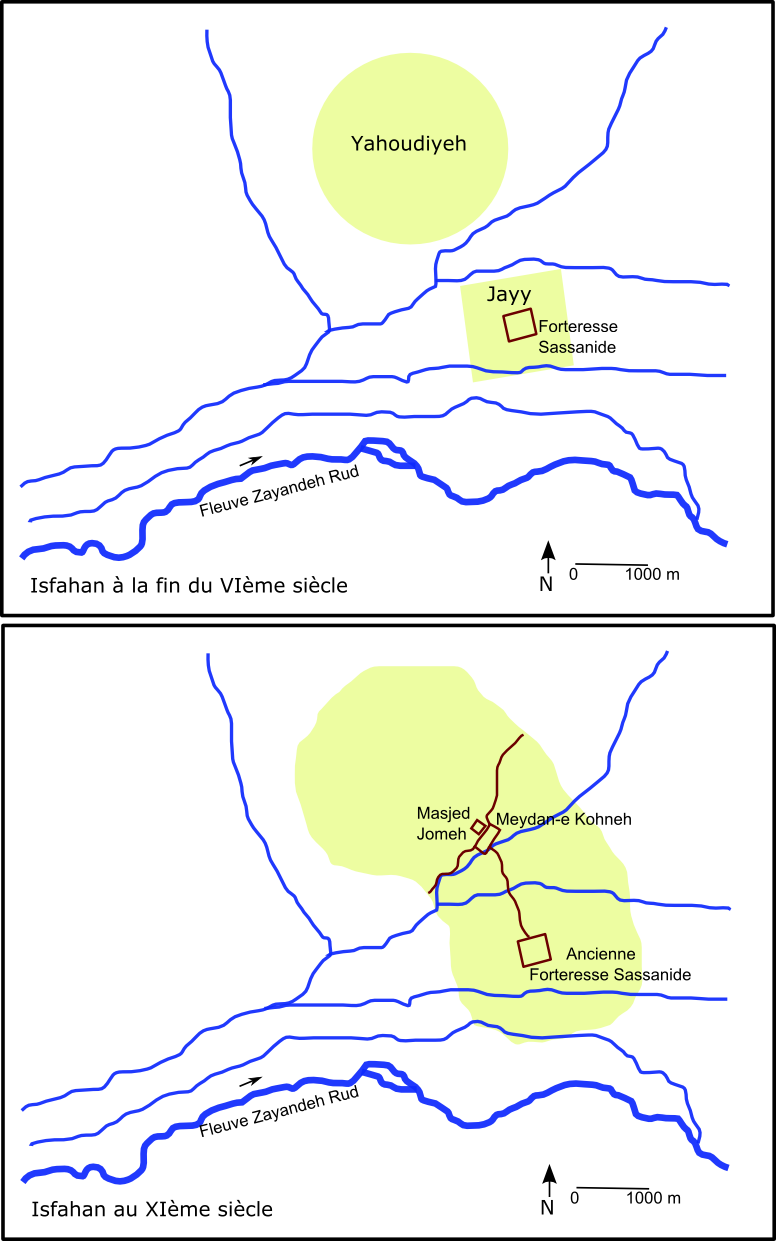
Isfahan, 6. (oben) und 11. Jh. (unten)

Im Jahr 640 wurde die Stadt von den Arabern erobert. Damit begann die islamische Geschichte Isfahans und ein Aufschwung, der die Stadt später zum Sitz der bedeutenden persischen Herrscherdynastien machte. In der Zeit vom 7. bis zum 10. Jahrhundert, während der Herrschaft der Umayyaden und Abbasiden, wurde Isfahan, das an der Südroute der Seidenstraße liegt, bekannt für seine Seide und seine Baumwolle. In dieser Zeit existierte ein großes Judenviertel (Yahudiyeh), das der Legende nach Ende des 6. Jahrhunderts v. Chr. entstanden sein soll, als einige Juden, die der babylonische König Nebukadnezar II. aus Jerusalem vertrieben hatte, sich in Isfahan niederließen. Die jüdischen Einwohner Isfahans waren vor allem als Färber, Gerber, Bader, Metzger und Flickschuster tätig, wie aus Beschreibungen des Chronisten Abū Nuʿaim und des Geographen Yāqūt ar-Rūmī hervorgeht.
Nachdem die Seldschuken das bis dahin von den Kakuyiden regierte Isfahan 1047 und 1050 belagert und schließlich erobert hatten, wurde es 1051 durch den Groß-Seldschuken Tughrul Beg zur Hauptstadt des westlichen Seldschuken-Reiches (Persien und Irak) und blieb dies bis zur Teilung des Sultanats im Jahre 1118. In der Mitte des 13. Jahrhunderts geriet die Stadt infolge des Mongolensturms unter die Herrschaft des Mongolischen Reiches und der mongolischen Ilchane. 1388 fiel die Stadt mit ihren damals 70.000 Einwohnern der Zerstörungswut des türkisch-mongolischen Eroberers Timur zum Opfer. Im Jahr 1453 begann mit der Errichtung des Darb-e-Imam-Schreins eine neue kulturgeschichtliche Blüte unter Dschahan Schah, einem Vertreter der turkmenischen Stammesföderation Qara Qoyunlu. Bis Ende des 15. Jahrhunderts galt Isfahan aber noch als eine Provinzstadt mit weltgeschichtlich eher geringer Bedeutung.

### Neuzeit

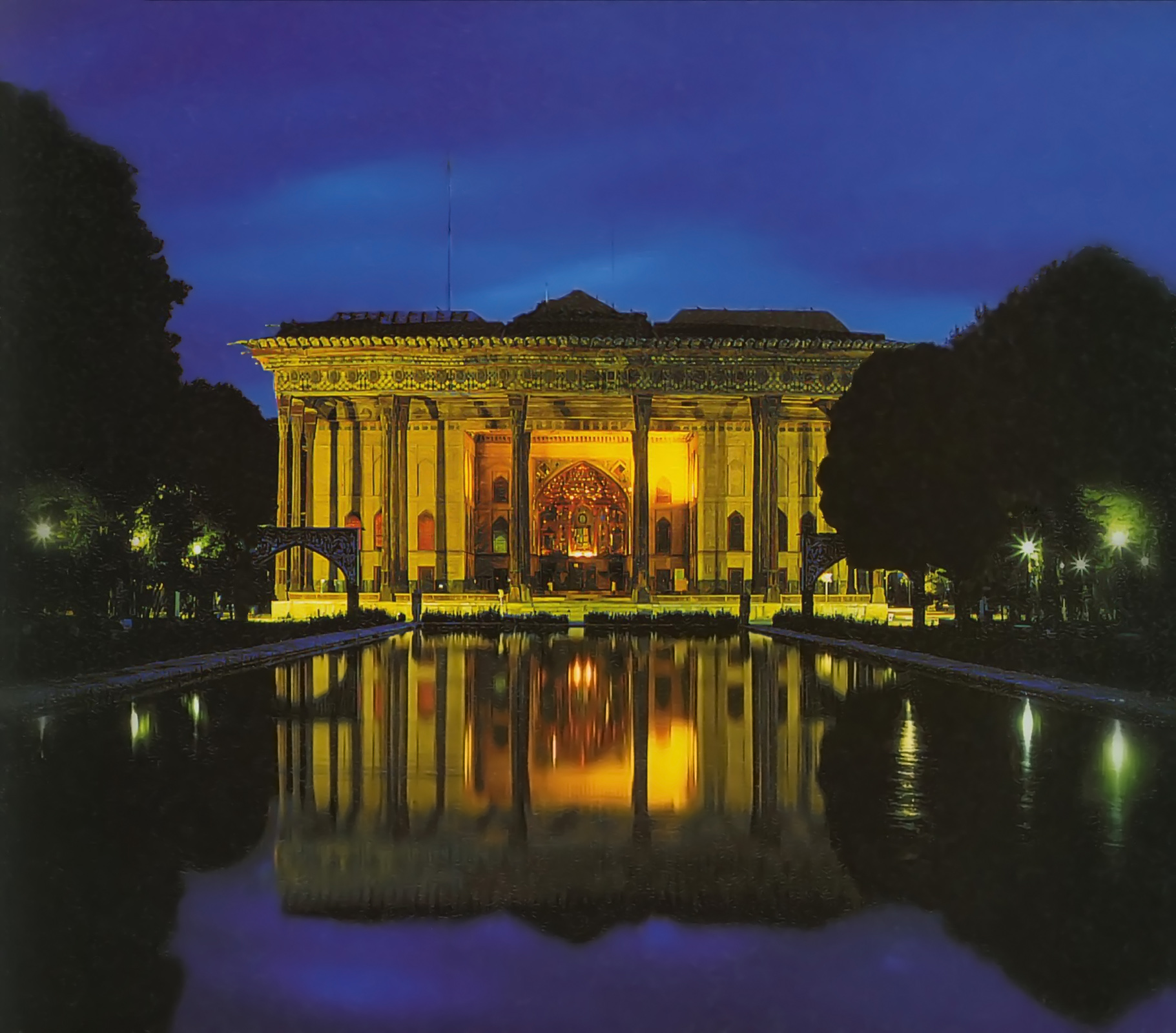
Tschehel Sotun, erbaut unter Abbas II. (1642–1667)

Mit der Eroberung der Stadt durch die Safawiden im Jahr 1502 begann die größte Blütezeit der Stadt, die im 17. Jahrhundert ca. 600.000 Einwohner hatte. 1598 wurde Isfahan zur Hauptstadt des Safawiden-Schahs Abbas I., der für den Ausbau der Stadt Künstler und Handwerker (ca. 30.000) aus dem ganzen Land nach Isfahan holte. Viele von ihnen kamen aus der Stadt Dschulfa und deren Umgebung (heute im Nordwesten Irans an der Grenze zu Aserbaidschan) und waren christliche Armenier. Schah Abbas I. räumte ihnen weitreichende Garantien und Privilegien für ihre Kultur und Religion ein. Das armenische Viertel Isfahans heißt in Erinnerung an die Heimatstadt Neu-Dschulfa. Die Armenier Isfahans bilden eine kulturelle und religiöse Gemeinschaft und werden von den muslimischen Einwohnern Isfahans und der Islamischen Republik Iran nicht nur toleriert, sondern geachtet und gefördert.

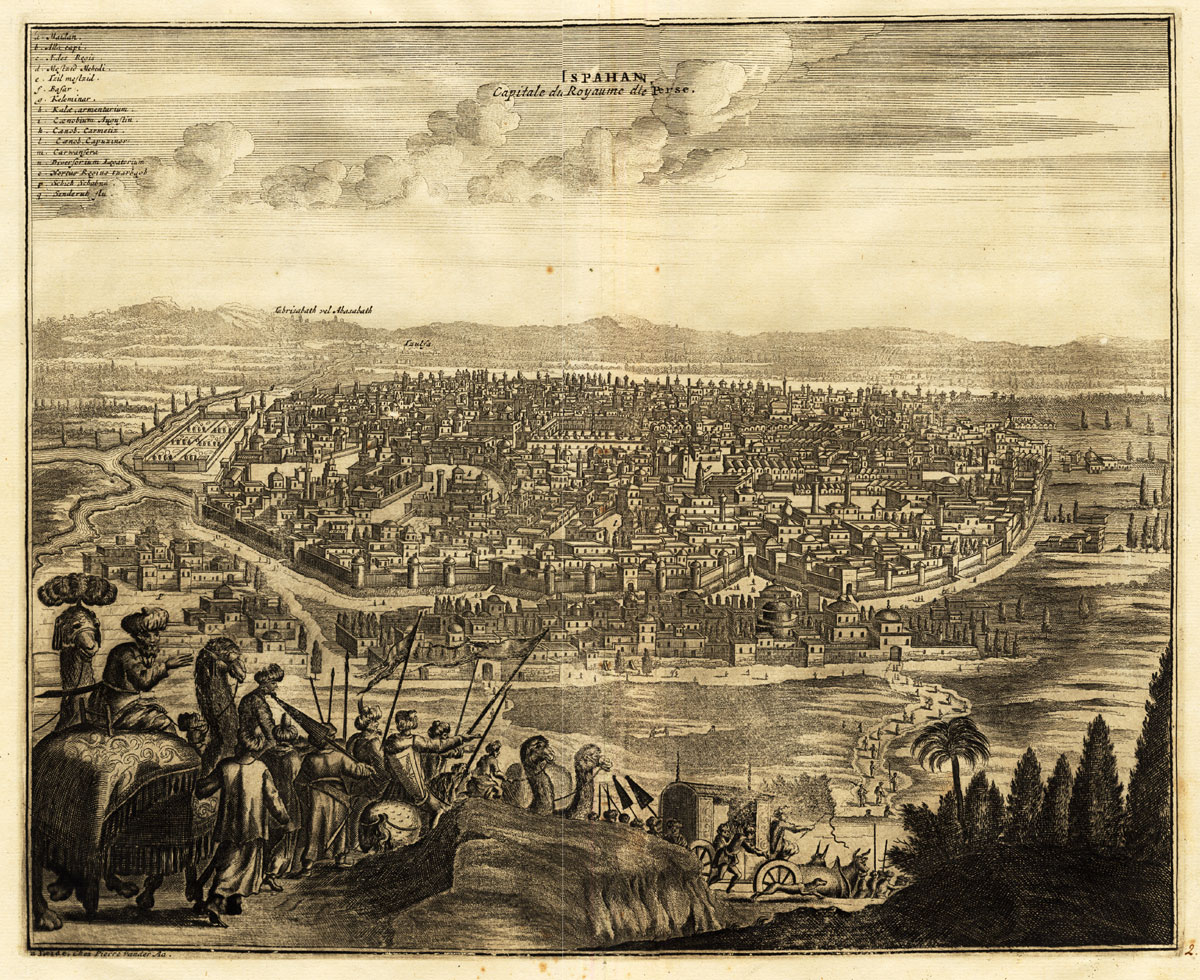
Ispahan 1725

Vor allem in der Zeit der Safawiden-Dynastie, im 16./17. Jahrhundert, entstanden die bis heute eindrucksvollen Prachtmoscheen mit ihren für die persischen Sakralbauten typischen großen Iwans (Bögen) rund um den Imam-Platz im Zentrum der Stadt. Viele der großartigen islamischen Bauwerke stehen unter dem Schutz des UNESCO-Welterbes.
Die umliegenden Felder wurden über Kanäle aus dem Zayandeh Rud mit Wasser versorgt. Zur Düngung der Felder und für die Lederindustrie der Stadt wurde Taubenkot gebraucht. Reisende des 17. Jahrhunderts berichten von mehreren 1000 Taubentürmen (Bordsch-e-Kabotar) im Umkreis der Stadt, von denen noch etwa 100 erhalten sind.
1722 fiel Isfahan nach längerer Belagerung an aufständische sunnitische Afghanen. Unter den nachfolgenden Dynastien der Afscharen, Zand und Kadscharen verlor Isfahan seinen Hauptstadtstatus an Maschhad, Schiras und Teheran. Die große Bautätigkeit wurde dadurch beendet, aber in der Folgezeit wurden die Prachtbauten Isfahans bewahrt und teilweise noch ausgebaut.
Seit 1850 ist Isfahan eine Eparchie der Armenisch-katholischen Kirche mit einem Bischofssitz.

## Bevölkerung
Die Bevölkerungsentwicklung der Agglomeration laut UN:
| Jahr | Einwohnerzahl |
| ---- | ------------- |
| 1950 | 184.000       |
| 1960 | 306.000       |
| 1970 | 498.000       |
| 1980 | 767.000       |
| 1990 | 1.090.000     |
| 2000 | 1.382.000     |
| 2010 | 1.714.000     |
| 2017 | 1.995.000     |

## Städtepartnerschaften
- Jerewan, Armenien
- Florenz, Italien
- Freiburg im Breisgau, Deutschland (seit 2000)
- Iași, Rumänien
- Istanbul, Türkei
- Kuala Lumpur, Malaysia
- Kairo, Ägypten
- Sankt Petersburg, Russland
- Barcelona, Spanien
- Xi’an, Volksrepublik China[10]

## Kultur und Sehenswürdigkeiten
Das historische Stadtbild ist durch Paläste, eine Vielzahl Minarette und die blauen Kuppeln der Moscheen geprägt. Herausragend sind die Prachtanlage des Imam-Platzes und die 33-Bogen-Brücke (persisch: Si-o-seh pol) über den Fluss Zayandeh Rud.
Der Platz Meidān-e Naqsch-e Dschahān (auch Meidān-e Emām, früher Meidān-e Schāh) ist über 500 Meter lang und wird von doppelstöckigen Arkaden eingefasst. An jeder Seite ist er mit einem besonderen Gebäude geschmückt: Mit den Prachtmoscheen Masǧed-e Emām („Imam-Moschee“, früher „Schah-Moschee“) an seiner Südseite und der Moschee Šeyḫ Loṭfollāh an seiner Ostseite, dem Palast ʿĀlī Qāpū („Hohe Pforte“) an seiner Westseite sowie dem Basareingang Qaiṣariye an seiner Nordseite gehört er zu den bedeutendsten Sehenswürdigkeiten des Vorderen Orients. Er ist weltweit der größte Platz seiner Art und zählt – wie auch (seit 2012) die viel ältere Freitagsmoschee von Isfahan – zum UNESCO-Weltkulturerbe.

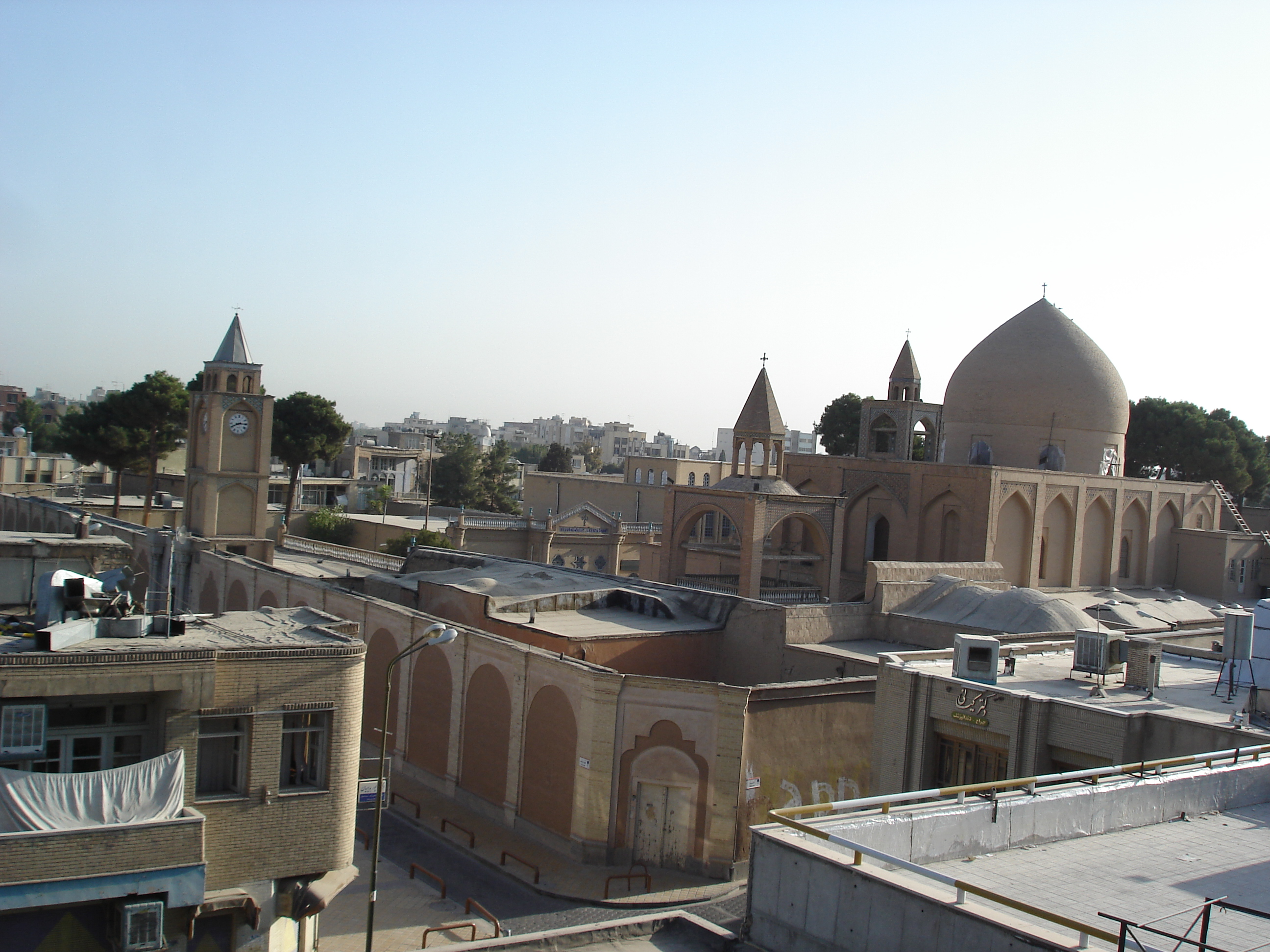
Blick über das armenische Viertel Isfahans. Die Vank-Kathedrale ist in der rechten Bildhälfte zu sehen

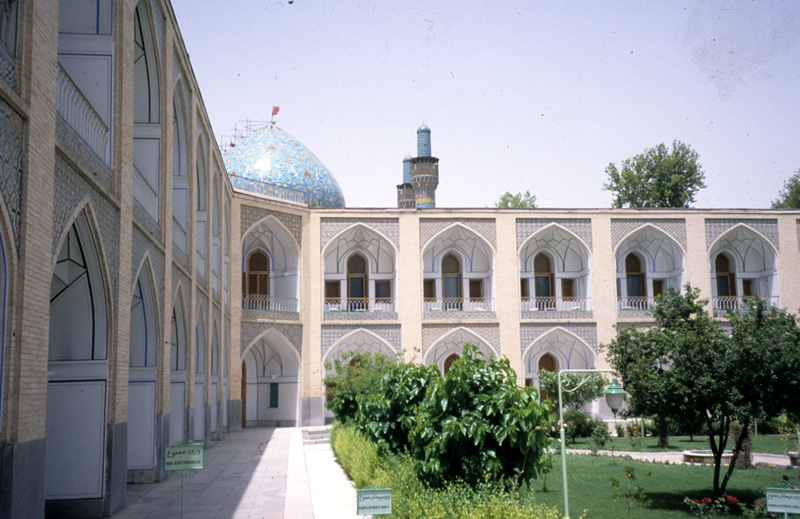
Der Innenhof des Abbasi Hotels

Westlich des Imam-Platzes befindet sich die Prachtallee Tschahār Bāgh (Vier Gärten), deren Name von den Baum-Viererreihen herrührt und die außerdem mit Kanälen lebhaft gestaltet ist. Sie verbindet die Altstadt mit den südlichen Stadtteilen jenseits des Zayandeh-Flusses.
Zentrum des armenischen Viertels (Neu-)Dschulfa ist die Vank-Kathedrale, erbaut von 1606 bis 1655. Die Kathedrale vereint christliche Architektur mit persisch-islamischer Ornamentik und Gestaltungsformen und ist auch heute noch das religiöse und geistige Zentrum der christlichen Armenier Isfahans. Die Armenier pflegen ihre Kultur und Geschichte. Im April 2005 hielten die Armenier Isfahans eine große Kundgebung ab zum Gedenken an den von den Osmanen verübten Genozid im Jahr 1915.
Eine frühere Karawanserei aus der Zeit der Safawiden wurde zur Zeit des letzten Schahs Mohammad Reza Pahlavi zum Hotel Schah Abbas (heute: Abbasi) umgebaut, das mit seiner prunkvollen Innenausstattung und der architektonischen Gestaltung zu den eindrucksvollsten Bauwerken der Stadt zählt.
Weitere Anziehungspunkte sind die aufwendig gestalteten Brücken der Stadt. Zu den bekanntesten gehören die 33-Bogen-Brücke und die Chadschu-Brücke. Weiterhin ist die ehemalige Moschee und Mausoleum Monar Dschonban (Menār-e ǧonbān), die „schwankenden Minarette“, von Amu Abdollah Soqla eine beliebte Sehenswürdigkeit.
Gelegenheit zu einer Fahrt auf dem Zayandeh Rud boten früher Tretboote in Schwanenform. Seit etwa 2010 ist der Fluss die meiste Zeit des Jahres wegen der immens gestiegenen Wasserabführung bei einem höhergelegenen Stausee trocken.

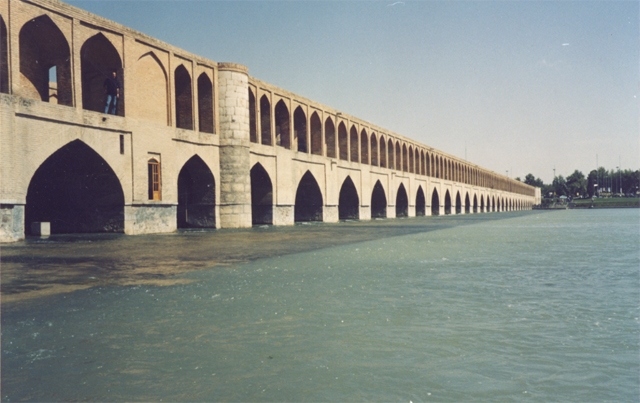
Si-o-se Pol, die 33-Bogen-Brücke in Isfahan, 2005

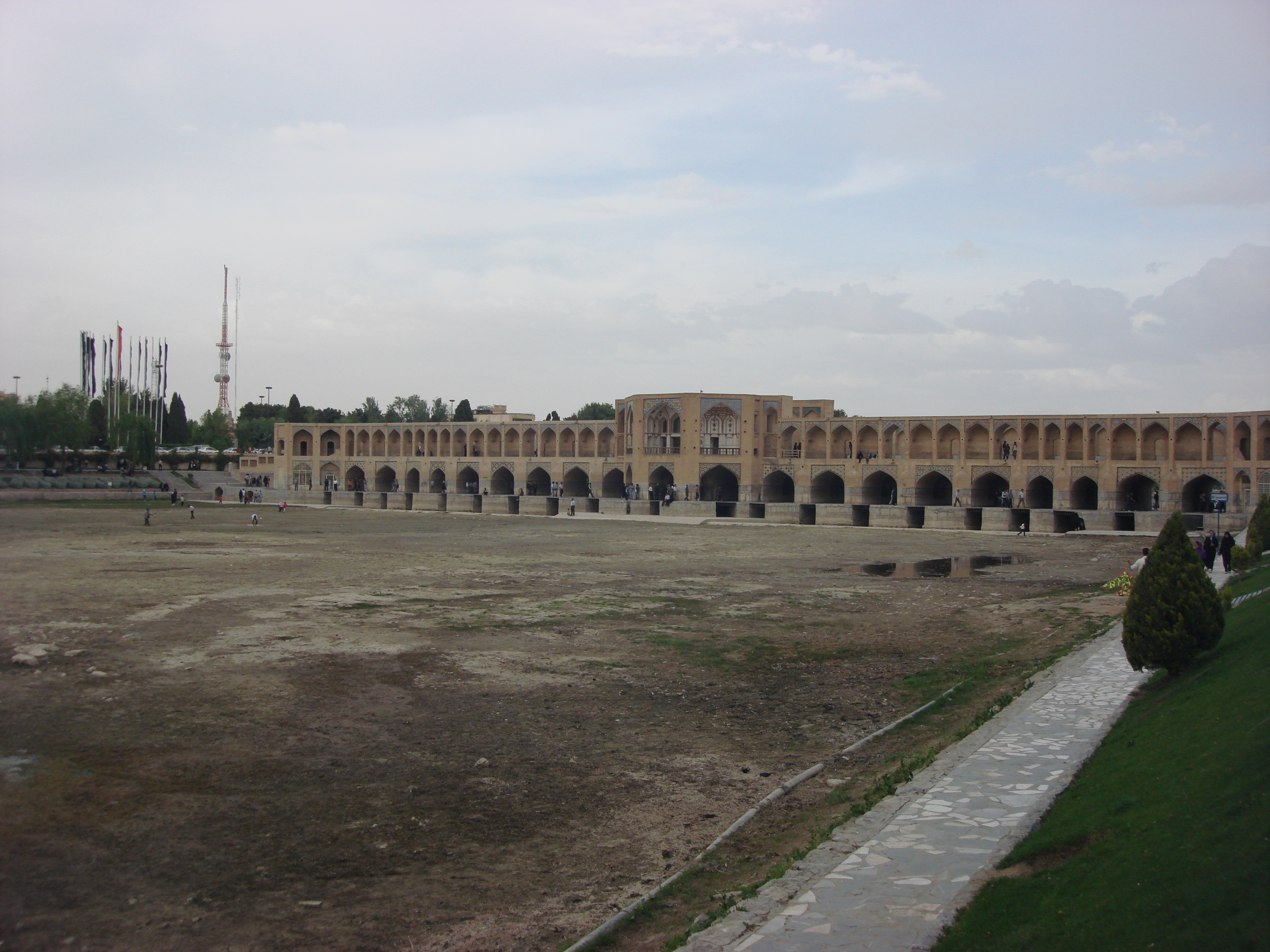
Ausgetrockneter Zayandeh Rud, 2011

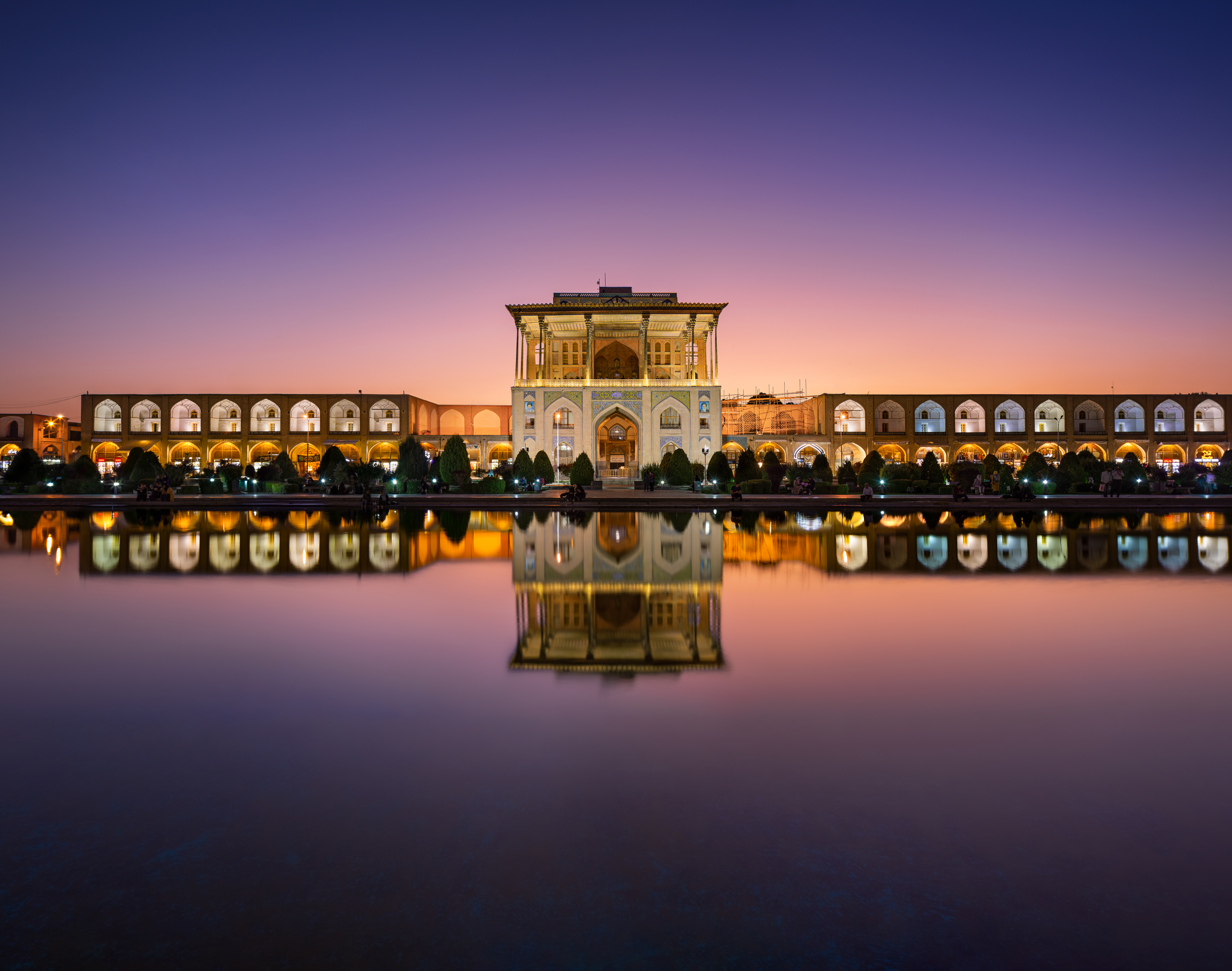
Ali-Qāpū-Palast

### Brücken
- Chadschu-Brücke – 1650
- Marnan-Brücke
- Pol-e Schahrestan
- Si-o-se Pol – 1602
- Tschubi-Brücke – 1665

### Friedhof
- Tacht-e-Fulad
- Toqtschi-Friedhof

### Gärten und Parkanlagen
- Blumengarten
- Ghuschchane-Garten
- Nazhwan-Freizeitzentrum
- Vogelgarten

### Häuser
- Malek-Weingarten
- Haus Alams
- Haus Amins
- Haus der Qazviner – 19. Jahrhundert
- Haus des Scheich ol-Eslam

### Heiligenschreine (Imamzade)
- Imamzade Ahmad
- Imamzade Dschafar
- Imamzade Esmail
- Imamzade Harun-e-Welayat – 16. Jahrhundert

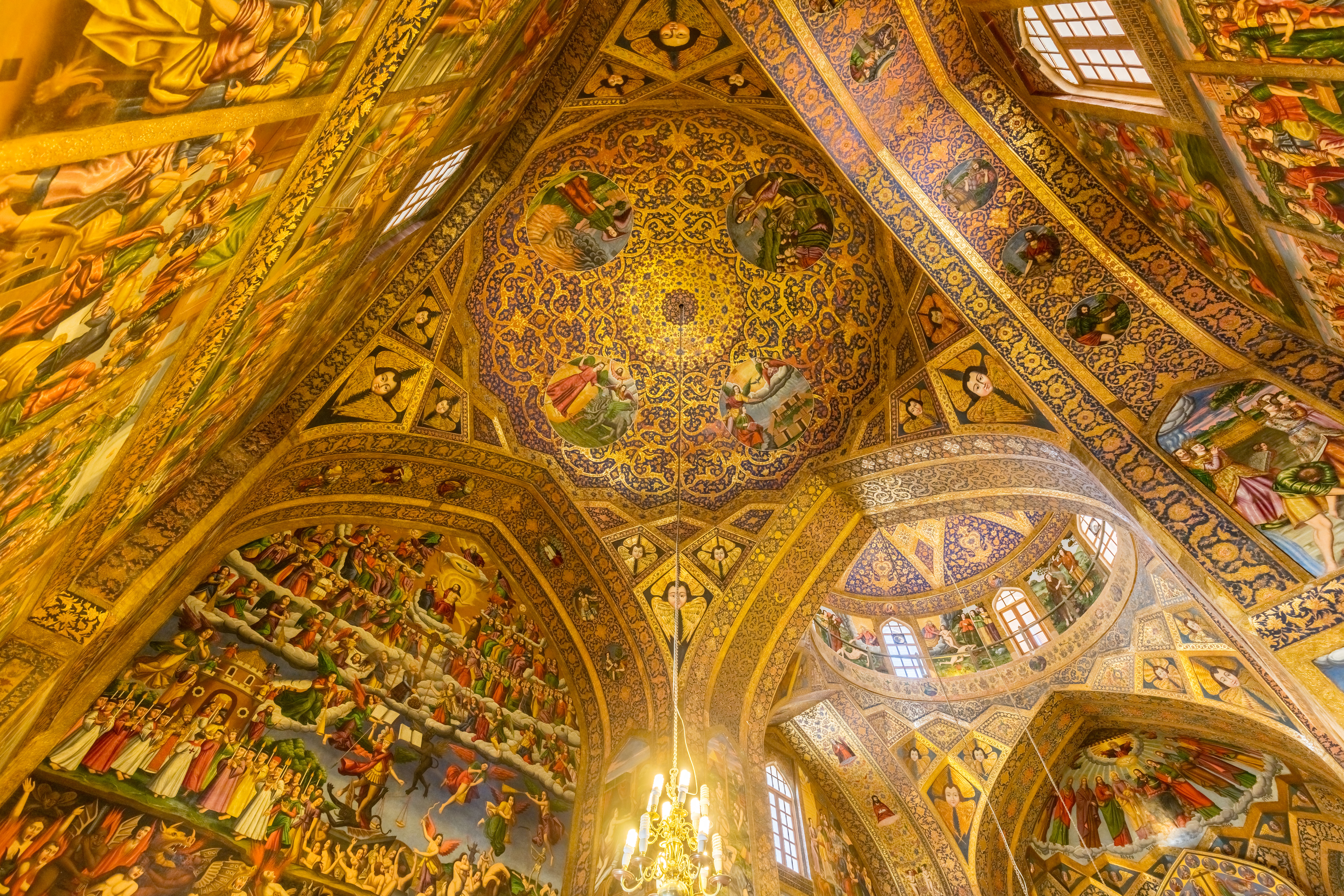
Innenansicht der armenisch apostolischen Vank-Kathedrale

- Imamzade Schah Seyd

### Kirchen
- Bedchem-Kirche – 1627
- Sankt-Georg-Kirche – 17. Jahrhundert
- Sankt-Marien-Kirche – 17. Jahrhundert
- Unserer Lieben Frau vom Rosenkranz – 1681
- Vank-Kathedrale – 1664

### Mausoleen und Grabmale
- Ali-ibn-Sahl-Mausoleum
- ar-Raschid-Mausoleum – 12. Jahrhundert
- Baba-Ghassem-Mausoleum – 14. Jahrhundert
- Grabmal von Nizam al-Mulk – 11. Jahrhundert
- Mausoleum der safawidischen Prinzen
- Saeb-Mausoleum
- Schahschahan-Mausoleum – 15. Jahrhundert
- Soltan-Bacht-Agha-Mausoleum – 14. Jahrhundert

### Minarette
- Ali-Minarett – 11. Jahrhundert
- Bagh-e-Ghuschchane-Minarette – 14. Jahrhundert
- Dardascht-Minarette – 14. Jahrhundert
- Darosiafe-Minarette – 14. Jahrhundert
- Monar Dschonban – 14. Jahrhundert
- Sarban-Minarett – 12. Jahrhundert
- Tschehel-Dochtaran-Minarett – 12. Jahrhundert

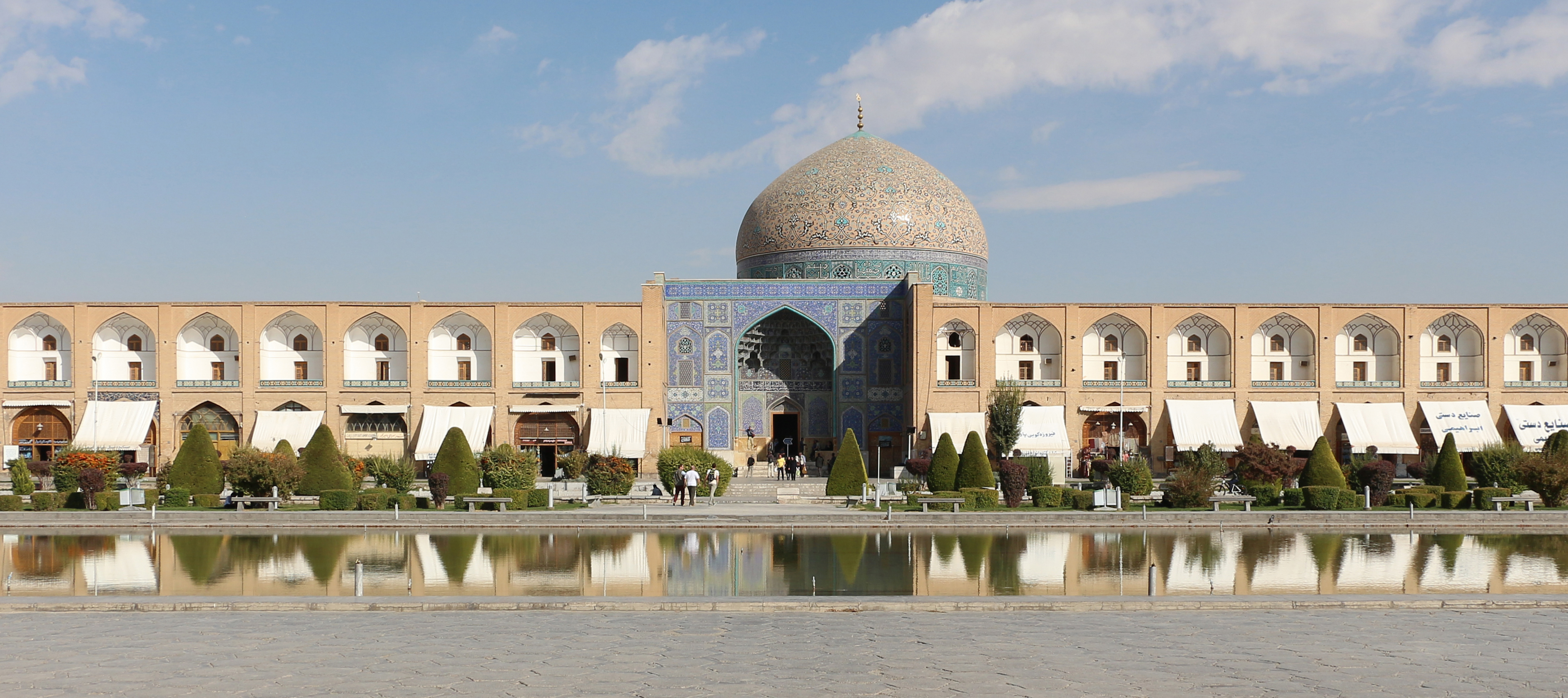
Scheich-Lotfollāh-Moschee am Meidān-e Emām

### Moscheen
- Agha-Nur-Moschee – 16. Jahrhundert
- Dschartschi-Moschee – 1610
- Freitagsmoschee von Isfahan
- Hakim-Moschee
- Iltschi-Moschee – 1686
- Lonban-Moschee
- Maqsudbeyk-Moschee – 1601
- Mohammad-Dschafar-Abadei-Moschee – 1878
- Rahim-Chan-Moschee – 19. Jahrhundert
- Roknolmolk-Moschee

- Seyyed-Moschee – 19. Jahrhundert

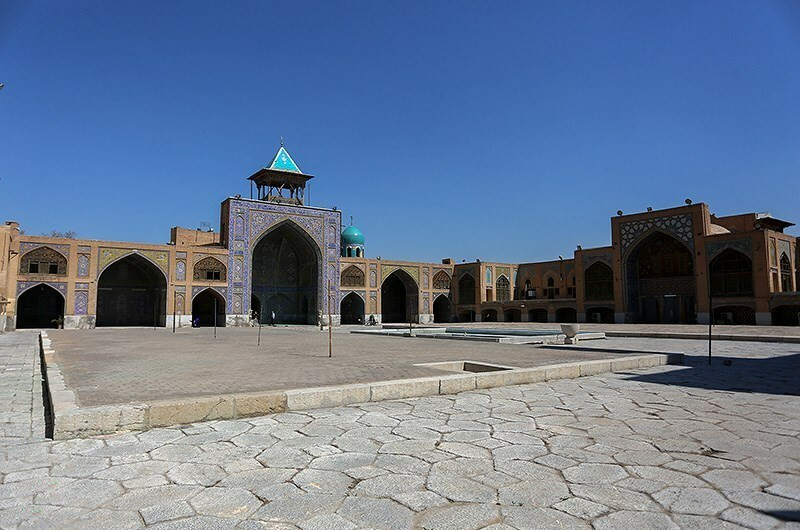
Seyyed-Moschee

- Königsmoschee (auch Imam-Moschee) – 1629
- Scheich-Lotfollāh-Moschee – 1618

### Museen
- Kunstgewerbemuseum Isfahan
- Museum für zeitgenössische Kunst Isfahan
- Naturhistorisches Museum der Stadt Isfahan – 15. Jahrhundert

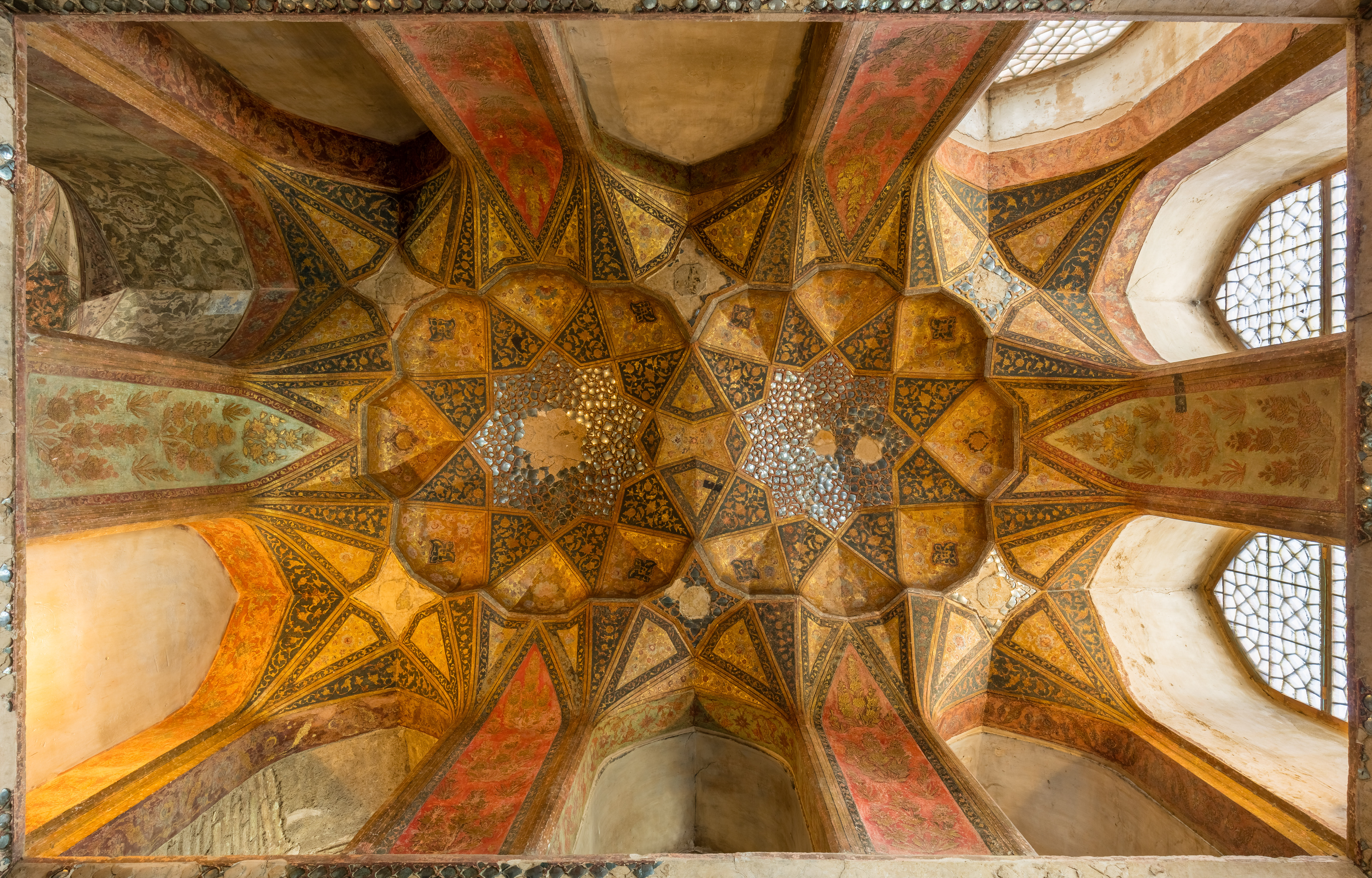
Decke des Hascht-Behescht-Palastes (Acht Paradiese – Palast)

### Paläste
- Hohe Pforte (Ali Qapu)
- Hascht-Behescht-Palast – 1669
- Tschehel Sotun – 1647

### Plätze und Straßen
- Meidān-e Emām – 1602
- Tschahār-Bāgh-Boulevard – 1596

### Schulen
- Emamieh-Schule
- Kassegaran-Schule – 1694
- Nimawar-Schule – 1691
- Sadr-Schule – 19. Jahrhundert
- Tschahār-Bāgh-Schule – frühes 17. Jahrhundert

### Andere Sehenswürdigkeiten
- Basar von Isfahan – 17. Jahrhundert
- Feuertempel von Isfahan

## Wirtschaft und Infrastruktur

### Wirtschaft

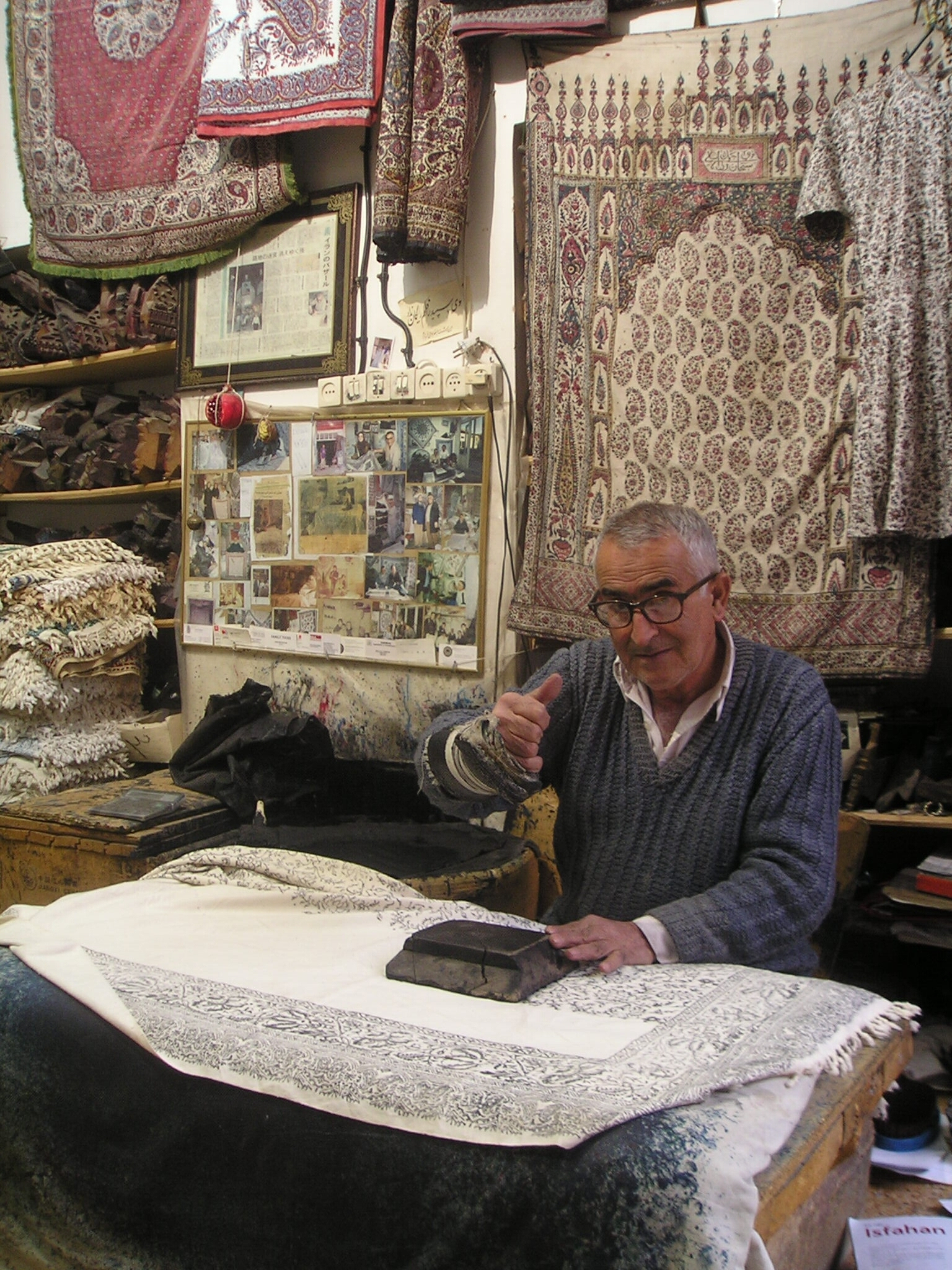
Stoffdrucker mit Druckstock im Basar Isfahans

Es finden sich Fabrikationsstätten der Nahrungsmittel-, Stahl-, Öl- und Textilindustrie. Auch das Kunstgewerbe ist verbreitet. Isfahan ist außerdem ein Zentrum der iranischen Atomindustrie mit Forschungsreaktoren und Anlagen zur Uran-Anreicherung. Mobarakeh Steel Company ist als Teil der Staatsholding IMIDRO der größte Flachstahlproduzent im gesamten Nahen Osten und Nordafrika und der größte Eisenschwamm-Produzent der Welt.
Der Basar, der sich im Norden an den Imam-Platz anschließt, ist einer der größten und eindrucksvollsten Irans und ist berühmt für seine Vielfalt und Qualität des Kunsthandwerks und der Teppiche. Nach der Stadt ist auch der feine handgeknüpfte Perserteppich Isfahan benannt.

### Verkehr
Isfahan verfügt über einen eigenen Flughafen. Der Kopfbahnhof von Isfahan befindet sich in einem südlichen Randbezirk der Stadt und ist an die Bahnstrecke (Teheran)–Badrud–Schiras angeschlossen. Eine Schnellfahrstrecke, die Bahnstrecke Teheran–Isfahan, befindet sich im Bau.

## Bildung
Das moderne Isfahan ist Universitätsstadt (siehe Universität Isfahan).

## Persönlichkeiten
Söhne und Töchter der Stadt
- Imad ad-Din al-Isfahani (1125–1201), Historiker
- Abu Turab Isfahani (1581–1662), Kalligraf
- Reza Abbasi (ca. 1570–1635), Miniaturmaler und Kalligraph der sogenannten Isfahaner Schule
- Nur’Ali Schah (um 1760 – 1797), Derwisch
- Ahmad Amir-Ahmadi (1884–1974), Generalleutnant der Armee, Minister und Senator
- Mohammad Ali Dschamalzade (1892–1997), Jurist und Schriftsteller
- Schapur Bachtiar (1914–1991), Ministerpräsident Irans von Januar bis Februar 1979
- Jaleh Esfahani (1921–2007), Dichterin
- Dariush Forouhar (1928–1998), führender iranischer Oppositioneller
- Mahmoud Farshchian (1930–2025), Miniaturmaler
- Soraya Esfandiary Bakhtiary (1932–2001), zweite Ehefrau von Schah Mohammad Reza Pahlavi
- Bahram Sadeghi (1936–1985), Arzt und Schriftsteller
- Huschang Golschiri (1937–2000), Schriftsteller
- Jusuf Sanei (1937–2020), Großajatollah, Politiker und Vorsitzender des Wächterrats
- Ali Rafie (* 1938), Theaterregisseur und Bühnenbildner
- George Bournoutian (1943–2021), armenisch-iranisch-US-amerikanischer Historiker und Hochschullehrer
- Hossein Ghafourizadeh (1943–2022), Leichtathlet
- Homayoun Ershadi (* 1947), Schauspieler
- Hussein Sheikholeslam (1952–2020), Diplomat und Politiker
- Sina Vodjani (* 1954), Musiker (Gitarrist, Multiinstrumentalist), Komponist, Maler und Fotograf
- Hadi Soleimanpour (* 1956), Diplomat
- Muhammad Reza Zahedi (1960–2024), Offizier
- Reza Asghari (* 1961), iranisch-deutscher Wirtschaftswissenschaftler und Politiker (CDU)
- Nairy Baghramian (* 1971), Künstlerin
- Nazli Hodaie (* 1974), deutsche Philologin
- Rahman Rezaei (* 1975), Fußballspieler
- Amir Roughani (* 1975), deutsch-iranischer Unternehmer
- Mohammad Reza Mortazavi (* 1978), deutsch-iranischer Tombak- und Daf-Spieler und Komponist
- Moharram Navidkia (* 1982), Fußballspieler
- Ghasem Hadadifar (* 1983), Fußballspieler
- Mohammad Akefian (* 1984), Sprinter
- Farhad Nazarinejad (* 1984), Musiker (Rapper)
- Reza Ghasemi (* 1987), Sprinter
- Milad Klein (* 1987), Schauspieler, Regisseur und Autor
- Moorchegani Iman Jamali (* 1991), iranisch-ungarischer Handballspieler
- Farzaneh Fasihi (* 1993), Sprinterin
- Ali Karimi (* 1994), Fußballspieler
- Mehdi Mehdipour (* 1994), Fußballspieler
- Milad Sarlak (* 1995), Fußballspieler
- Nahid Kiani (* 1998), Taekwondoin

## Sonstiges
Isfahan ist der Hauptschauplatz des bekannten Romans Der Medicus von Noah Gordon. Auch für die gleichnamige Romanverfilmung Der Medicus aus dem Jahre 2013 spielt der Ort eine zentrale Rolle, allerdings war für die orientalischen Szenen Marokko der Drehort.

## Galerie

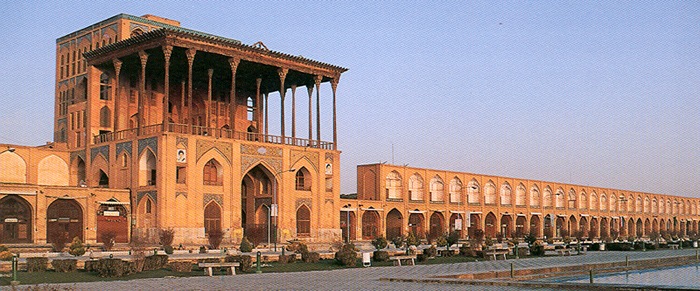
Ali-Qāpū-Palast
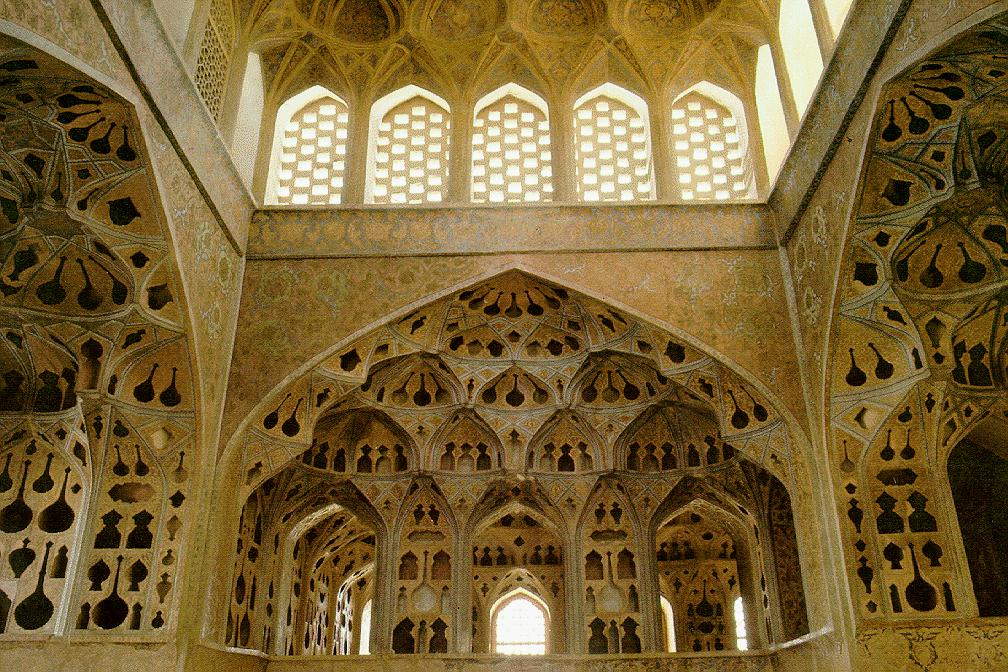
Musikraum, Ali Qāpū
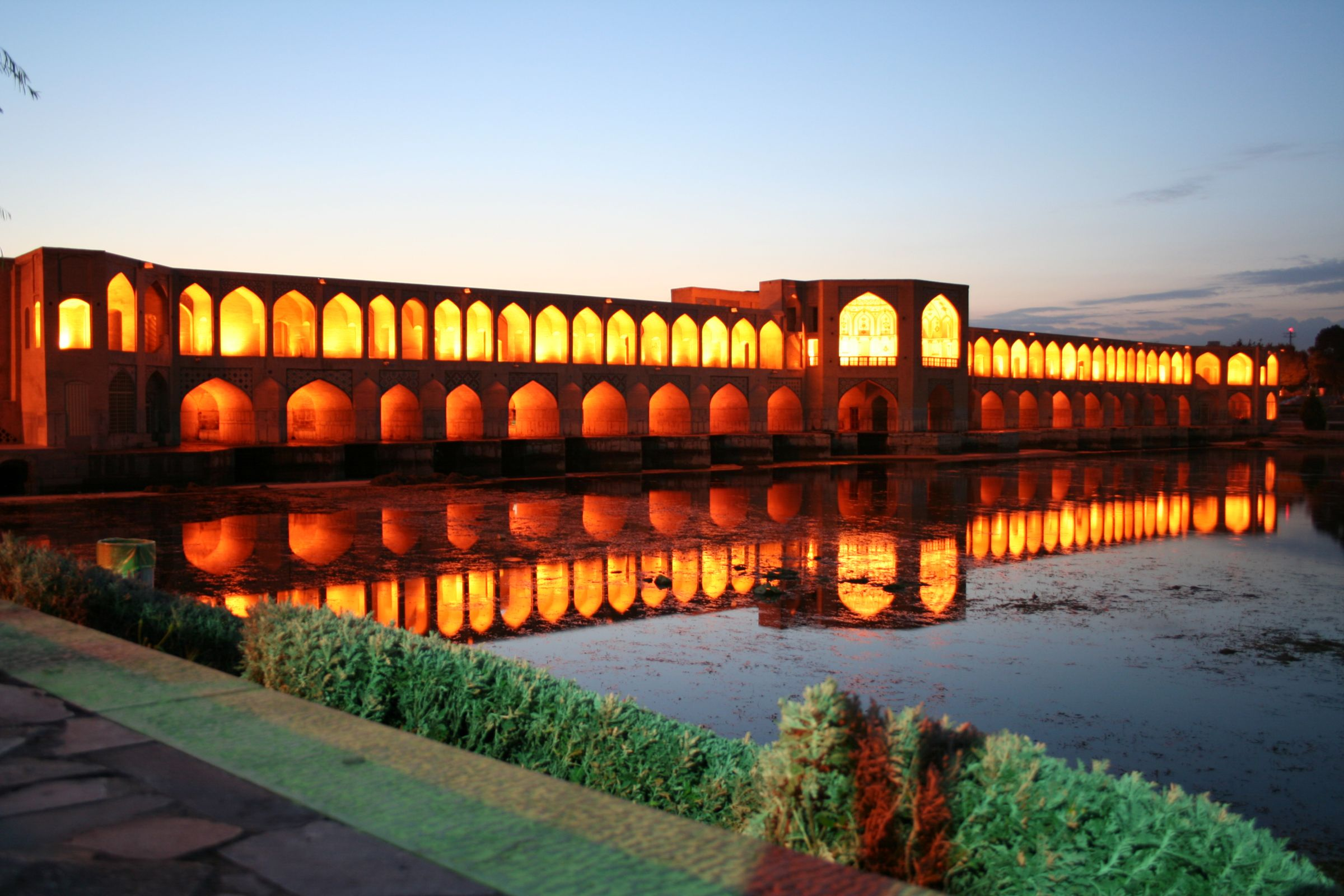
Chādschū-Brücke im Winter
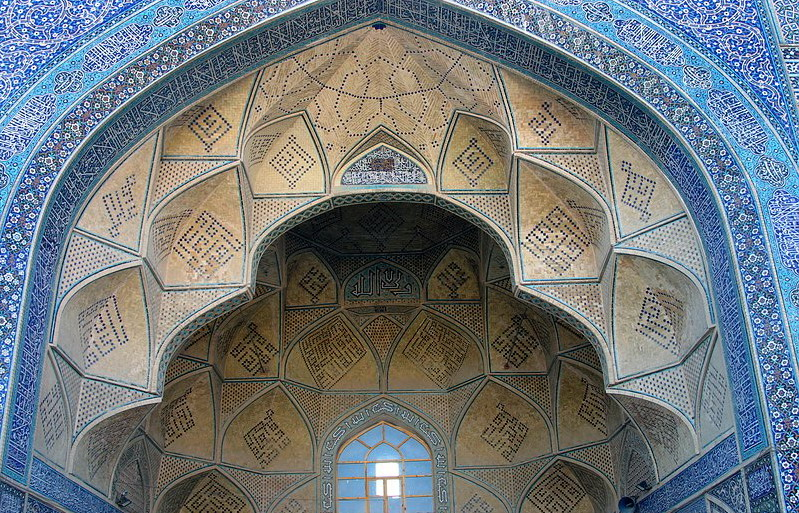
Muqarnas-Dekor am Portal der alten Freitagsmoschee
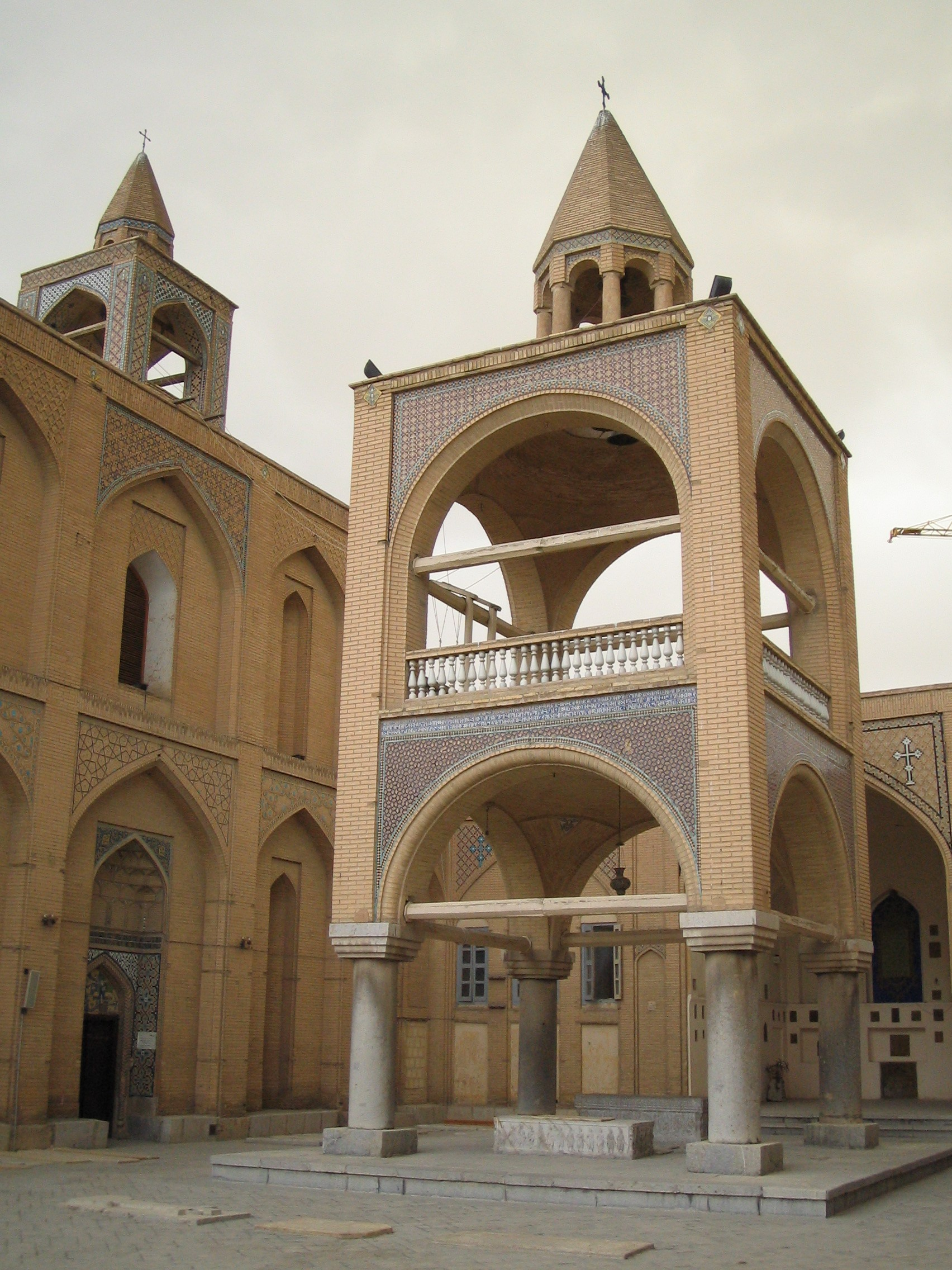
Vank-Kathedrale der armenischen Christen
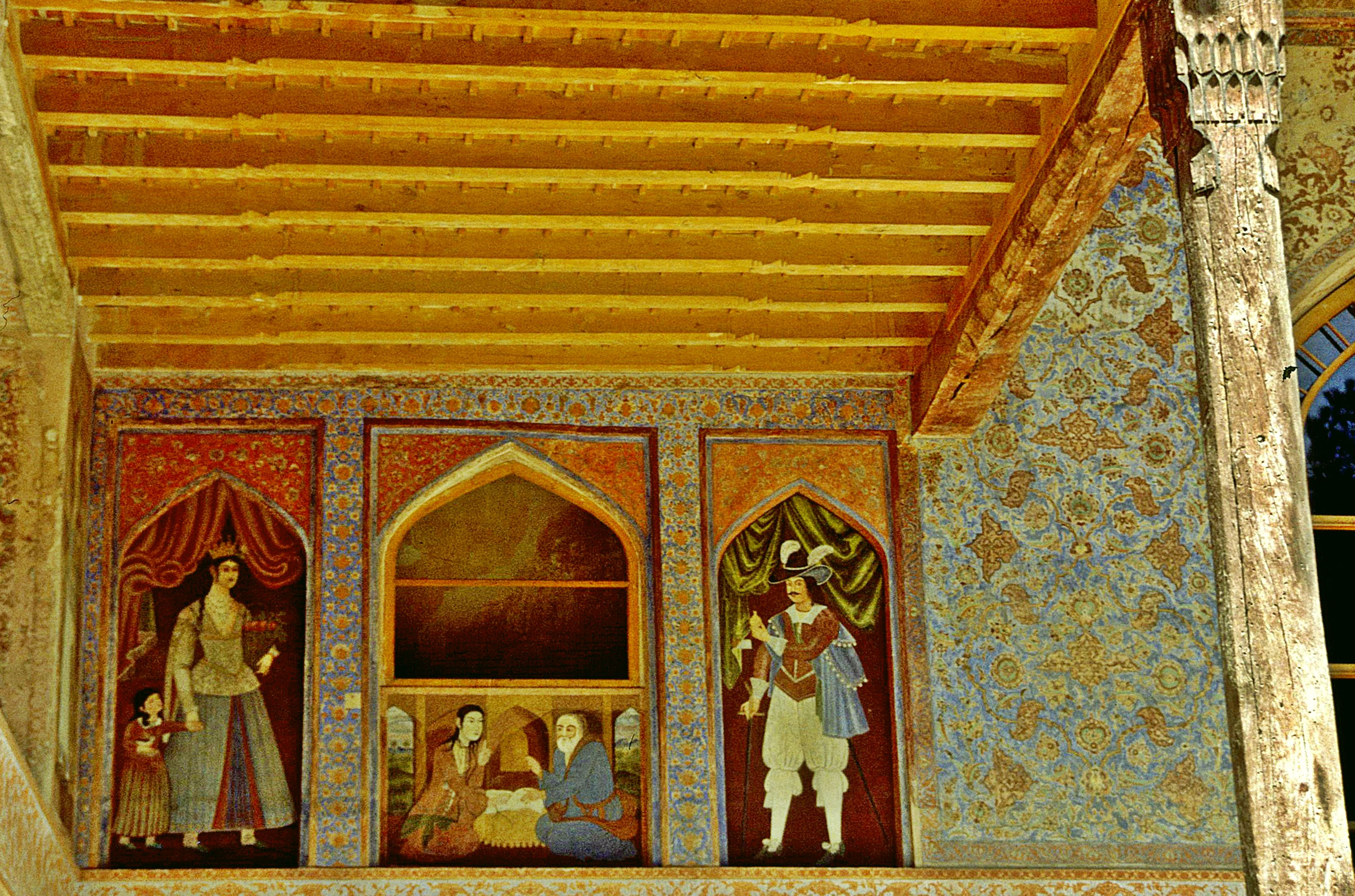
Tschehel-Sotun-Palast
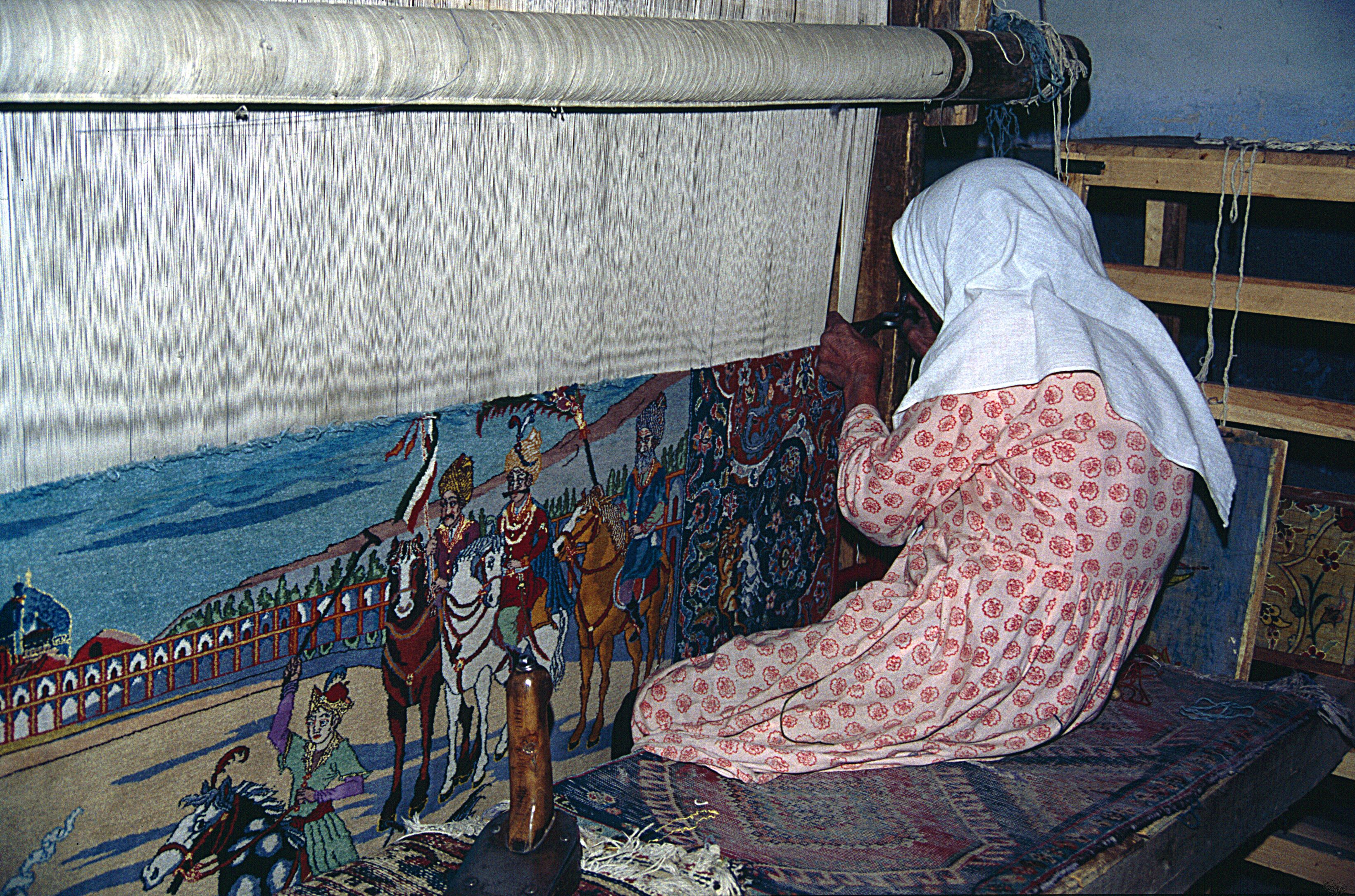
Teppichmanufaktur
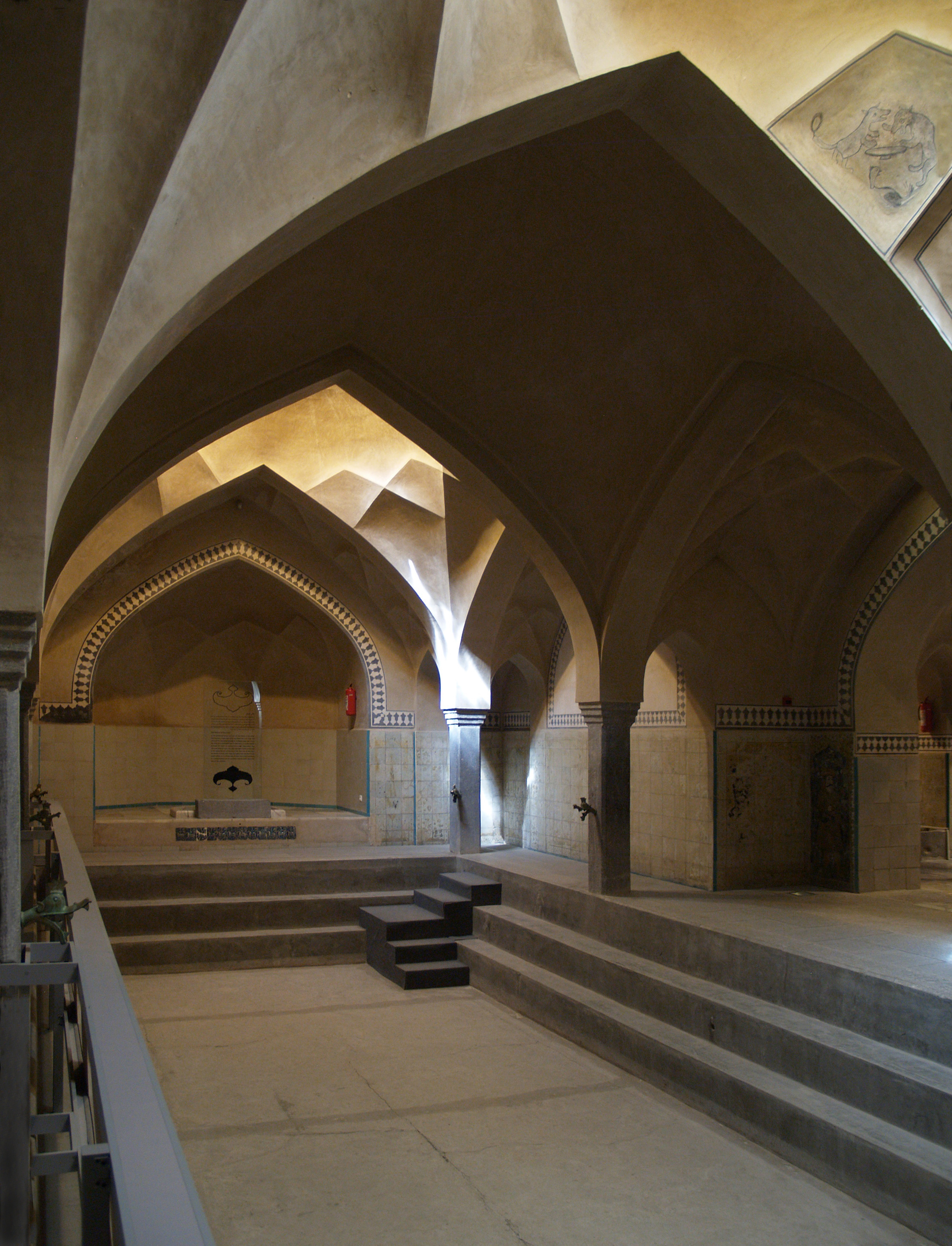
Hamam
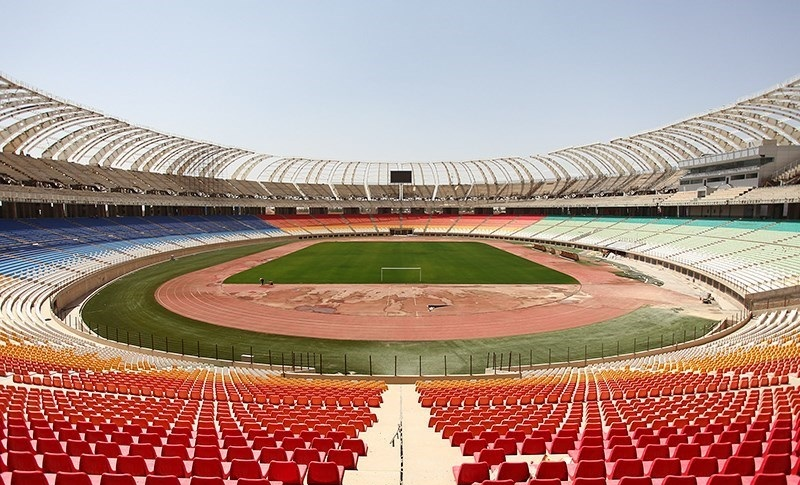
Naghsh-e-Jahan-Stadion